# Cascia
Cascia – miejscowość i gmina we Włoszech, w regionie Umbria, w prowincji Perugia.
Według danych na rok 2004 gminę zamieszkuje 3250 osób, 18,1 os./km².
W Cascii znajduje się Sanktuarium świętej Ryty, patronki spraw trudnych i beznadziejnych.